# ATP Finals 2020 – mužská čtyřhra
Mužská čtyřhra ATP Finals 2020 probíhala okolo poloviny listopadu 2020. Do deblové soutěže londýnského Turnaje mistrů nastoupilo osm nejvýše postavených párů v klasifikaci žebříčku ATP. Obhájcem titulu byla dvojice Francouzů Pierre-Hugues Herbert a Nicolas Mahut, která se na turnaj nekvalifikovala. Deset z patnácti utkání ročníku dospělo do rozhodujícího supertiebreaku.
Rajeev Ram s Joem Salisburym usilovali zakončit sezónu na pozici nejlepšího páru roku. Po jejich vyřazení v semifinále získali jistotu nejlepšího týmu proběhlé sezóny Mate Pavić s Brunem Soaresem.
Vítězem se stal pátý nasazený, nizozemsko-chorvatský pár Wesley Koolhof a Nikola Mektić, který ve finále zdolal za 76 minut rakousko-francouzské turnajové sedmičky Jürgena Melzera s Édouardem Rogerem-Vasselinem. Po dvousetovém průběhu 6–2 a 3–6 rozhodl až supertiebreak poměrem míčů [10–5]. Oba šampioni si do žebříčku ATP připsali 1 300 bodů a odvezli celkovou odměnu 254 500 dolarů. Po dvou finálových porážkách na Open 13 2020 v Marseille a newyorském US Open 2020 získali premiérovou společnou trofej. 31letý Koolhof vybojoval na okruhu ATP Tour šestý deblový titul. Na Turnaji mistrů se stal čtvrtým nizozemským šampionem, čímž navázal na  krajany Jacca Eltingha s Paulem Haarhuisem (1993, 1998) a Jeana-Juliena Rojera (2015). Pro 31letého Mektiće, prvního chorvatského vítěze závěrečné události roku, to byla osmá trofej ze čtyřhry ATP. Jako pár sezónu zakončili celkovým poměrem zápasů 24–13. Koolhof se po skončení posunul na nové kariérní maximum, když mu v deblovém žebříčku patřila 5. příčka. Mektić figuroval na 8. místě.

## Nasazení párů
1. Mate Pavić /  Bruno Soares (základní skupina, 400 bodů, 128 500 USD/pár)
2. Rajeev Ram /  Joe Salisbury (semifinále, 400 bodů, 128 500 USD/pár)
3. Kevin Krawietz /  Andreas Mies (základní skupina, 200 bodů, 98 500 USD/pár)
4. Marcel Granollers /  Horacio Zeballos (semifinále, 400 bodů, 128 500 USD/pár)
5. Wesley Koolhof /  Nikola Mektić (vítězové, 1 300 bodů, 254 500 USD/pár)
6. John Peers /  Michael Venus (základní skupina, 0 bodů, 68 500 USD/pár)
7. Jürgen Melzer /  Édouard Roger-Vasselin (finále, 800 bodů, 184 500 USD/pár)
8. Łukasz Kubot /  Marcelo Melo (základní skupina, 200 bodů, 98 500 USD/pár)

## Náhradníci
1. Jamie Murray /  Neal Skupski (nenastoupili, 0 bodů, 25 000 USD/pár)
2. Max Purcell /  Luke Saville (nenastoupili, 0 bodů, 25 000 USD/pár)

## Soutěž
| Legenda                                                       |                                                                        |                                                   |
| - Q – kvalifikant - WC – divoká karta - LL – šťastný poražený | - Alt – náhradník - SE – zvláštní výjimka - PR/SR – žebříčková ochrana | - w/o – bez boje - r – skreč - d – diskvalifikace |

### Finálová fáze
|  | Semifinále | Semifinále                           | Semifinále                   | Semifinále | Semifinále |      |                              | Finále                               | Finále | Finále | Finále | Finále |
|  |            |                                      |                              |            |            |      |                              |                                      |        |        |        |        |
|  | 7          | Jürgen Melzer Édouard Roger-Vasselin | 64                           | 6          | [11]       |      |                              |                                      |        |        |        |        |
|  | 2          | Rajeev Ram Joe Salisbury             | 7                            | 3          | [9]        |      |                              |                                      |        |        |        |        |
|  | 2          | Rajeev Ram Joe Salisbury             | 7                            | 3          | [9]        |      | 7                            | Jürgen Melzer Édouard Roger-Vasselin | 2      | 6      | [5]    |        |
|  |            |                                      |                              |            |            |      | 7                            | Jürgen Melzer Édouard Roger-Vasselin | 2      | 6      | [5]    |        |
|  |            | 5                                    | Wesley Koolhof Nikola Mektić | 6          | 3          | [10] |                              |                                      |        |        |        |        |
|  | 5          | 5                                    | Wesley Koolhof Nikola Mektić | 6          | 3          | [10] | Wesley Koolhof Nikola Mektić | 6                                    | 6      |        |        |        |
|  | 5          |                                      |                              |            |            |      | Wesley Koolhof Nikola Mektić | 6                                    | 6      |        |        |        |
|  | 4          | Marcel Granollers Horacio Zeballos   | 3                            | 4          |            |      |                              |                                      |        |        |        |        |

### Skupina Boba Bryana
|    |                                      | Pavić Soares               | Granollers Zeballos        | Peers Venus            | Melzer Roger-Vasselin  | Zápasy | Sety       | Hry          | Pořadí |
| 1. | Mate Pavić Bruno Soares              |                            | 6–7(4–7), 7–6(7–4), [8–10] | 6–7(2–7), 6–3, [10–8]  | 6–7(6–8), 6–1, [10–4]  | 2–1    | 5–4 (55 %) | 39–32 (55 %) | 3.     |
| 4. | Marcel Granollers Horacio Zeballos   | 7–6(7–4), 6–7(4–7), [10–8] |                            | 7–6(7–2), 7–5          | 6–6(0–1)skreč          | 2–1    | 4–3 (57 %) | 34–30 (53 %) | 2.     |
| 6. | John Peers Michael Venus             | 7–6(7–2), 3–6, [8–10]      | 6–7(2–7), 5–7              |                        | 6–2, 6–7(4–7), [10–12] | 0–3    | 2–6 (25 %) | 33–37 (47 %) | 4.     |
| 7. | Jürgen Melzer Édouard Roger-Vasselin | 7–6(8–6), 1–6, [4–10]      | 6–6(1–0)skreč              | 2–6, 7–6(7–4), [12–10] |                        | 2–1    | 5–3 (63 %) | 24–31 (44 %) | 1.     |

### Skupina Mikea Bryana
|    |                              | Ram Salisbury              | Krawietz Mies              | Koolhof Mektić             | Kubot Melo            | Zápasy | Sety       | Hry          | Pořadí |
| 2. | Rajeev Ram Joe Salisbury     |                            | 7–6(7–5), 6–7(4–7), [10–4] | 6–7(5–7), 0–6              | 7–5, 3–6, [10–5]      | 2–1    | 4–4 (50 %) | 31–37 (46 %) | 2.     |
| 3. | Kevin Krawietz Andreas Mies  | 6–7(5–7), 7–6(7–4), [4–10] |                            | 7–6(7–3), 6–7(4–7), [7–10] | 6–2, 7–6(7–5)         | 1–2    | 4–4 (50 %) | 39–36 (52 %) | 3.     |
| 5. | Wesley Koolhof Nikola Mektić | 7–6(7–5), 6–0              | 6–7(3–7), 7–6(7–4), [10–7] |                            | 4–6, 7–6(7–2), [8–10] | 2–1    | 5–3 (63 %) | 38–32 (54 %) | 1.     |
| 8. | Łukasz Kubot Marcelo Melo    | 5–7, 6–3, [5–10]           | 2–6, 6–7(5–7)              | 6–4, 6–7(2–7), [10–8]      |                       | 1–2    | 3–5 (38 %) | 32–35 (48 %) | 4.     |